# Fecskendező pontylazac
A fecskendező pontylazac (Copella arnoldi) a sugarasúszójú halak (Actinopterygii) osztályának pontylazacalakúak (Characiformes) rendjébe, ezen belül a Lebiasinidae családjába tartozó faj. Díszhalként akváriumban tartható.

## Elnevezése
A fecskendezõ pontylazac elnevezés arra utal, hogy mivel ezek a halak nem a vízbe rakják ikráikat, azokat nedvesen kell tartaniuk, és ezt víz "fecskendezésével" érik el. Angolul splash tetrának hívják. Régen Copeina arnoldi néven említették. A fajt azóta a Copella nemzetségbe sorolták, de Trinidad és Tobagóban most is copeinaként emlegetik a köznyelvben. Brazíliában piratanta, Francia Guyanában ti-yaya névre hallgat.

## Előfordulása
Az Amazonas alsó medencéjében és a Guyanák partjainál található édesvizekben, az Orinoco torkolatáig , Brazília, Francia Guyana, Guyana és Suriname országokban honos, Trinidad és Tobagóban betelepített.

## Megjelenése
Legfeljebb 3,4 centiméter hosszú.

## Szaporodása
Ikráit egy víz fölé hajló levélre helyezi, a hím is itt termékenyíti meg őket, majd időnként meg is locsolja. Két nap után az ivadékok kikelnek és a vízbe esnek. Regan (1912) három fajt írt le az említett előfordulási területen: a  C. arnoldit, a C. carsevennensist és a C eigenmannit. A három faj egymáshoz való viszonyát és különállóságát az utóbbi időben nem tanulmányozták, és nem teljesen tisztázott. A másik két faj szaporodási szokásai nem ismertek. A nem egyéb fajai a vízfelszín közelében lévő levelekre rakják az ikráikat, de a víz alá. A Copella arnoldi tehát ilyen szempontból egyedülálló.

## Tartása
Már régóta tartják akváriumban. 24-26 °C-ot igényel, pH: 6,5-7, keménység: 2,6-8,4NK°.